# Ново Село (Градишка)
Ново Село је насељено мјесто на подручју града Градишка, Република Српска, БиХ. Према попису становништва из 1991. у насељу је живјело 310 становника.

## Становништво
| Националност       | 1991.        |
| Хрвати             | 305 (98,39%) |
| Срби               | 0            |
| Муслимани          | 1 (0,32%)    |
| Југословени        | 4 (1,29%)    |
| остали и непознато | 0            |
| Укупно             | 310          |

| Демографија | Демографија | Демографија |
| Година      | Становника  | Становника  |
| ----------- | ----------- | ----------- |
| 1961.       | 380         |             |
| 1971.       | 378         |             |
| 1981.       | 353         |             |
| 1991.       | 308         |             |